# عصر رسانه
عصر رسانه یک روزنامه فرهنگی، اجتماعی، سیاسی - اقتصادی است که از تاریخ 1382/12/22 در ایران منتشر می‌شود. حمید میرزائی نژاد صاحب امتیاز این روزنامه است.

## دربارهٔ روزنامه عصر رسانه
مرکز انتشار و پخش روزنامه عصر رسانه در تهران است.